# Telegram (organización)
Telegram FZ-LLC es una organización británico-emiratí fundada por Pável Dúrov, responsable de financiar la aplicación homónima, monetizarla, y desarrollar su protocolo propio. Dúrov la consideró inicialmente como una sociedad apátrida y sin ánimo de lucro.
Para el control legal, Telegram se registró oficialmente en Reino Unido el 21 de febrero de 2014. Con anticipación a su registro oficial, se formaron pequeñas organizaciones en Estados Unidos y Rusia entre 2012 y 2014 tras el exilio de los antiguos empleados de la VK. El primero de su exsocio Antón Rósenberg en la Casa Singer, en ese país consiguieron la participación de otros desarrolladores para crear los clientes de mensajería. El segundo del inversionista Alex Neff, quien ofreció apoyo financiero a Dúrov como el anuncio público de la aplicación de mensajería en 2013. Después de 2014 las dos corporaciones dejaron de operarse como sucursales de la entonces Telegram Messenger LLP.
Alejado del control del gobierno ruso comparada a su anterior red social, en 2017 se registró nuevamente una sucursal en Rusia para colaborar temporalmente en la lucha contra el terrorismo. Sin embargo, no se concretó el acuerdo para la lucha al realizarse el bloqueo de la plataforma a nivel nacional que recibió el apoyo de los usuarios del país.
Entre 2017 y 2020 se encontró en un estado de refundación para desarrollar otros proyectos; entre ellas, estuvo la creación de la organización sucesora Telegram Open Network, encargada de gestionar servicios tecnológicos. El plan se anunció oficialmente en mayo de 2020 pero fue cancelado tiempo después por problemas de registro. Como resultado de la refundación, la empresa británica dejó de operarse con el nombre Telegram Messenger. En 2019 la organización se reestructura legalmente en dos: La oficial emiratí y la matriz británica. La primera formada al trasladarse a Dubái, Emiratos Árabes Unidos, y cuya sede legal se ubica en Dubai Internet City; y la segunda, su matriz Telegram Group Inc. para otros proyectos.

## Historia
Los problemas legales de una VKontakte adquirida por socios de Vladímir Putin — la red social es conocida por ser competidora de Facebook y se caracteriza por ser más orientalista — generaron malestar para Pável y Nikolái Dúrov. Sin embargo, los intentos de denegar el permiso a la FSB desde 2011, los hermanos Dúrov estuvieron obligados a cambiar su estilo de vida. El primer anuncio fue realizado en San Francisco en 2014 después de estar autoexiliado por no ser «compatible la economía liberal» con su país natal Rusia. Este pensamiento se reitera en un tuit de enero de 2018, en qué Dúrov desmiente cualquier relación con su país natal pidiendo a los medios no llamar a Telegram como "servicio ruso".

### Formación en Digital Fortress (2012-2014)

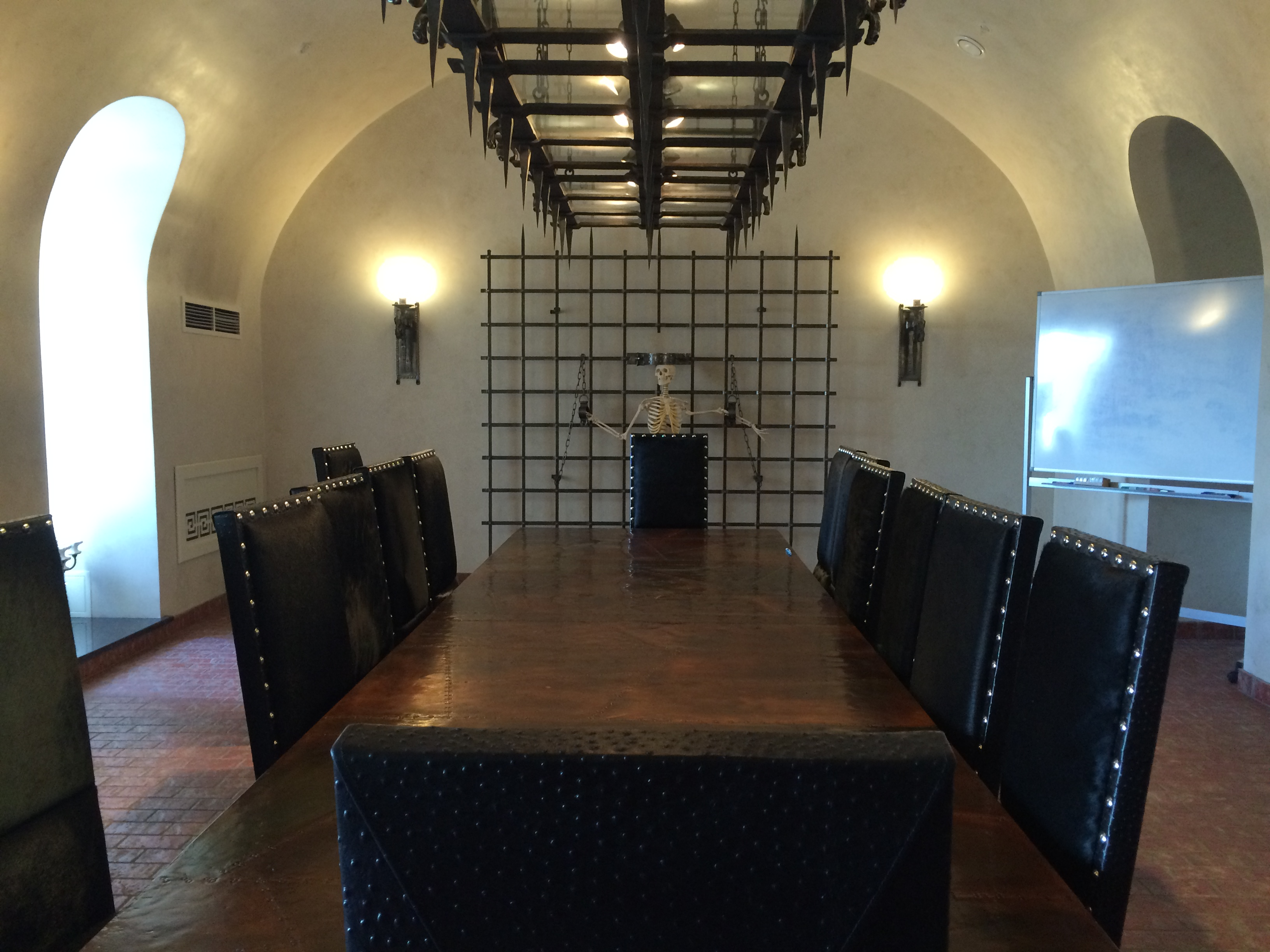
Una de las salas donde se reunía Dúrov y algunos desarrolladores antes de su salida en Vkontakte. La oficina de VK se ubica en San Petersburgo, Rusia.

Previo a su creación, Axel Neff, inversor estadounidense, e Ilya Perekopsky, trabajador de VK participaron en la empresa  Digital Fortress. Axel conoció a Pável Dúrov en anterior red social e invirtió 4.8 millones $ para su futura formación. En 2012 se diseñó el prototipo de un nuevo servicio de comunicación. En abril de 2013, un programa de televisión de Leonid Parfenov anunció un rumor acerca de la nueva red social Telegra.ph creada por la compañía estadounidense. Sin embargo, el equipo de VK desmintió la creación debido a que «no tendrá, ni ha tenido, alguna intención de emigrar, [...] Dúrov y su equipo siguen trabajado en el proyecto Vkontakte». No obstante, hubo reuniones secretas entre trabajadores colegas para el futuro proyecto.
El 3 de octubre de 2013 una bitácora señala una startup secreta de Digital Fortress, en el cual Pável invirtió. El 14 de agosto de 2013 se anunció públicamente la aplicación Telegram. Durante ese momento, la empresa sucursal pasó a formarse como Telegram LLC, creada en el mismo año y ubicada en Delaware, Estados Unidos. Según el New York Times y Gründerszene las denominaciones Digital Fortress LLC y Telegram LLC tuvieron el apoyo del entonces cofundador Alex Neff, quien poseía los derechos comerciales, durante la estadía de Dúrov en la ciudad de Búfalo (Estados Unidos). Por motivos legales, el 30 de abril de 2014 Védomosti reportó una disputa entre Perekopski, Neff y la United Capital Partners en Nueva York por la reclamación de los derechos de la marca Telegram en Estados Unidos. Como resultado se creó una bifurcación en el cliente para iOS, alejado del distribuidor original Telegram LLC y de la inversión de Digital Fortress.

### Como Telegram Messenger (2014-presente)
El 5 de abril de 2014 la empresa cambió de residencia a Londres bajo sociedad de responsabilidad limitada. El 24 de abril Dúrov escribió un mensaje detallando que sus trabajadores se encuentran temporalmente en Europa central y propuso a sus seguidores el lugar «[libre] de burocracia, policías estatales, guerras, socialismo y excesiva regulación» dónde podrían mudarse.
Meses después se crearon otras organizaciones con sede en Berlín, Belice, entre otros lugares. Acorde al diario Le Monde, el movimiento está relacionado con las intención de ocultar conexiones con el creador y los desarrolladores. En julio de 2015 en una sección de Financial Times, Dúrov detalla que Telegram estuvo registrada como empresa británico-estadounidense y que no tiene una sede física por temor a caer bajo una «influencia innecesaria». En 2017 Telegram pasó a cambiar de empresa con sede en Dubái y la antigua organización de Londres se disolvió en 2018.
La nueva matriz operativa es Telegram Group Inc formada inicialmente para la planificada plataforma TON y se enfoca en otros proyectos tecnológicos.

#### Conflictos con las autoridades de Rusia
En julio de 2017, debido a las acusaciones por falta de transparencia, Telegram fue inscrita como sucursal en Rusia para cumplir las leyes contra el terrorismo. Según el servicio para la regulación de medios o Roskomnadzor, se añadieron información de contacto, páginas web, entre otros. El jefe de la institución Aleksandr Zharov ya pedía anteriormente a Dúrov que se registrara por temor a un bloqueo. En un post de VK, se comprometieron también a luchar "contra las drogas, la incitación a la violencia y la pornografía".
El 16 de octubre, una jueza de Moscú anunció una multa de 800 mil rublos a la organización por no revelar la información a la FSB. En diciembre de este año, se solicitó una apelación. En febrero de 2018, el Tribunal Supremo falló a favor de la institución legal y el Servicio Federal de Seguridad, solicitando al equipo de Telegram a revelar las claves de cifrado, de lo contrario sería bloqueado del país. El bufete de abogados, incluyendo a Pável Chílov, negaron la solicitud.  Como consecuencia, se realizó el bloqueo regional. El suceso supone un gran cambio a Telegram, que tiene relevancia en la Runet y, en palabras del director ejecutivo de la Sociedad de Protección de Internet (OZI), Mijaíl Klimarév, que su censura supondría un "agujero negro". Hasta finales de febrero de 2019 no se enviaron citaciones por las autoridades del mencionado país, según el canal Transparency.

### Participación para la organización TON (2018-2020)
A finales de 2017 varios medios como TechCrunch y Forbes consiguieron un libro blanco filtrado de 132 páginas sobre una posible creación de Telegram Open Network (TON), una plataforma semi-descentralizada basada en la tercera generación de cadena de bloques y aplica la prueba de participación. Otros servicios propuestos, de acuerdo a la supuesta documentación, son TON Storage para almacenamiento, un sistema VPN, entre otros. En enero de 2020 la organización confirmó el desarrollo que la gestión de las mejoras de la plataforma será transferida a la Fundación TON.
Durante 2017, las empresas que están al tanto de la gestión de la plataforma son Telegram Group Inc y TON Issuer Inc. Según una noticia de Forbes de Rusia que data del 16 de febrero de 2018, en el 2021 el creador de Telegram dejaría gradualmente la administración de la plataforma y renombraría la organización a The Open Foundation. La primera característica anunciada es Passport para la documentación real de sus usuarios, según Vedomosti, publicada oficialmente en mayo de 2018 sin relacionar directamente a TON.
Una de las propuestas extraídas del supuesto libro blanco es la elaboración de la criptomoneda Gram para competir directamente con WeChat. Debido a que se trata de un sistema sin confirmar, fuentes de The Wall Street Journal de mayo de 2018 señalan que la criptomoneda ya no estará disponible para enfocarse a un nuevo sistema de servicios financieros, tipo Visa o MasterCard.  No obstante, acorde a uno de los desarrolladores de Telegram para Védomosti, el equipo está trabajando en Passaport para las gestiones bancarias y documentos en general.
En abril de 2018, CoinDesk reportó que se realizaron inversiones privadas sin inconvenientes mayores. Sin embargo, la organización no será anunciada públicamente hasta que la tecnología esté lista. De lo que se conoce públicamente en el informe de la web de la Comisión de Bolsa y Valores el asesoramiento fue de John Hyman, con la considerable participación de la empresa china The9 que adquirió 5297 millones de tóquenes a 2000 millones de dólares. Mientras tanto, el colaborador inversionista Alexander Filatov habló para Vedomosti que están elaborando una documentación para crear módulos en distintos lenguajes de programación para los servicios TON.
A finales de septiembre de 2019 se liberó el sitio web de pruebas test.ton.org. El medio Decrypt estima que existen 100 nodos de pruebas en ese mes y que recibirán contratos inteligentes durante las pruebas de octubre. En enero de 2020 el equipo confirmó oficialmente el desarrollo de TON y aclaró que después de su lanzamiento del servicio y la publicación del código fuente el desarrollo sea cedido por terceros.
El contrato para los inversores, en que The New York Times tuvo acceso en agosto de 2019, confirma que la infraestructura debe estrenarse antes del 31 de octubre de este año. Si no se cumple la fecha, el propietario deberá devolver el dinero invertido. Sin embargo, el 24 de octubre de 2019 Forbes y RBC confirmaron que el límite se aplazó a 6 meses por motivos judiciales. El proyecto fue cancelado en mayo de 2020 por presiones judiciales.

## Administración

### Administración legal

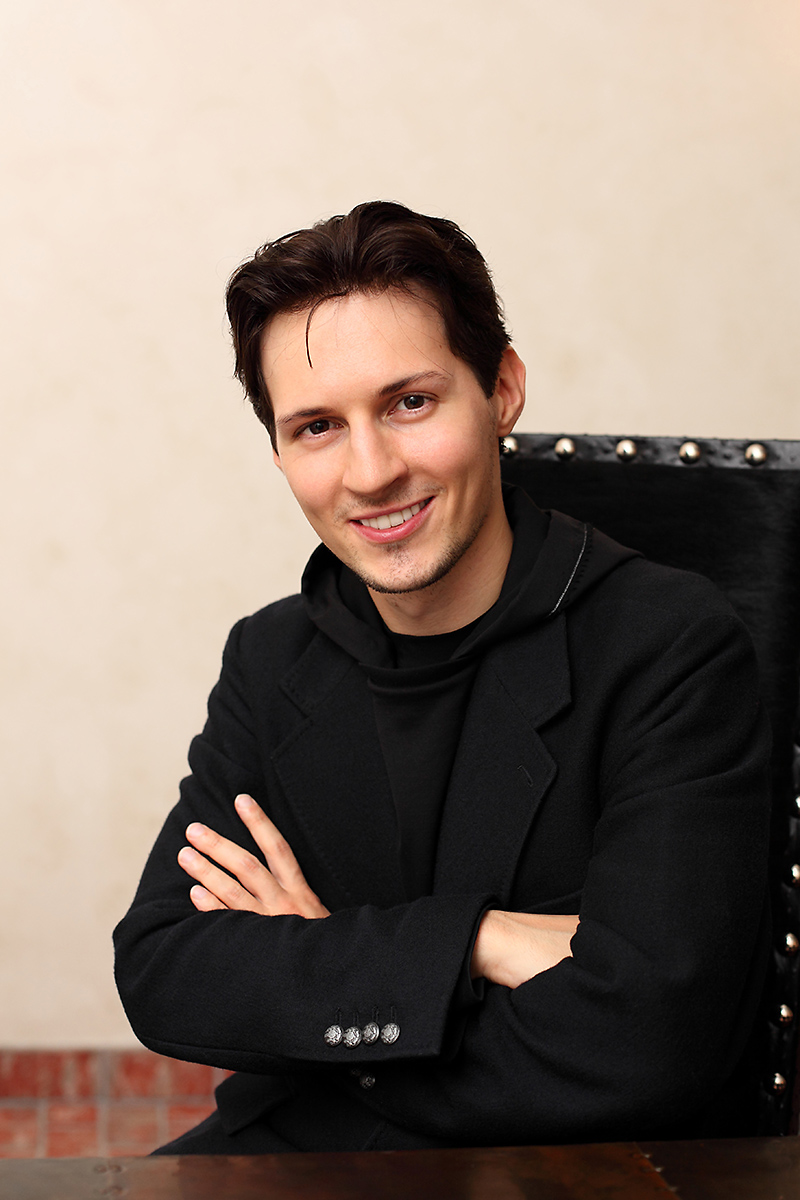
Pável Dúrov, fundador y administrador. Foto de 2012.

La organización que se desarrolla Telegram no está afiliado ni concedido por cualquier gobierno, como respuesta a los proyectos de vigilancia electrónica estadounidense y ruso. Tampoco está pensado en vender a las empresas o ganar cuota de mercado. Además, toda la información está regida por varias jurisdicciones para ser transmitido legal y físicamente. En una publicación de agosto de 2020, citó una imagen del propio Pavel Dúrov con el gesto obsceno para responder rumores de adquisición por oligarcas rusos.
Telegram tiene un registro de empresas en varios países para la administración legal.
- En Emiratos Árabes Unidos es Telegram FZ-LLC la empresa que posee las oficinas, la marca oficial, en que posee el registro en más de 20 países para 2022,[67] y el desarrollo del servicio de mensajería. En esta zona «libre de impuestos» se ubica desde diciembre de 2017 la sede principal.[68][69]
- En Reino Unido es Telegram Group Inc que opera desde 2019 otras operaciones tecnológicas en las Islas Vírgenes Británicas.[18][19] Previamente Dúrov gestionó las empresas Telegraph Inc. y Dogged Labs Ltd, sucursales de la original Telegram Messenger LLP,[6] entre febrero de 2014 hasta su liquidación en diciembre de 2018 con el cambio de sede a Dubái.[6] Según RBC las sucursales serían empresas fantasmas para evadir problemas legales.[70] En 2019 se crearon otras empresas provisionales relacionadas con criptomonedas pero fueron disueltas tras el fallido lanzamiento de TON.[19][71]

Anteriormente tuvo otras operaciones:
- Telegram LLC, formada en Estados Unidos. Axel Neff prestó la empresa para realizar operaciones en ese país.[11]
- Telegraph Inc, formada en Belice. es la empresa que poseyó los derechos de la marca «Telegram».[72]

#### Oficinas y sucursales
A 2019 se abrieron pocas sedes locales. En Rusia está Telegraph de su socio Antón Rósenberg, más adelante migrada a Telegraph Inc. En este país participa destaca también al abogado por el grupo de derechos humanos «Agora» Pável Chílov. En 2017, se registró oficialmente como Telegram Messenger LLP para realizar operaciones como sucursal. En 2018, en un intento de desmentir cualquier vinculación con las autoridades, Dúrov pidió a los medios que no relacionen la aplicación con Rusia.
Según The Page en noviembre de 2019 se realizaron conversaciones con Ucrania para abrir una nueva oficia local.

### Administración laboral
Pese a que se crearon oficinas, la formación de su centro de operaciones laborales no es del todo clara; según una entrevista de un exempleado para el diario francés Le Monde y la revista estadounidense The Outline, la mayor parte del equipo estuvo inicialmente formado en la Casa Singer de Rusia. Markus Ra es el responsable de la asistencia técnica voluntaria. Andréi Yakovenko es el director creativo para las ilustraciones y sets de pegatinas que participó previamente en un concurso gráfico de 2011 por VK. Nikolái Dúrov, hermano de Pável, es el encargado principal en el desarrollo de aplicaciones. 
Para 2018, se sumó Ilya Perekopsky como vicepresidente en el desarrollo de negocios, después de cuatro años alejado de VK y enfocarse en la empresa Blackmoon Financial Group. En 2020 Perekospky viajó a Kazán para colaborar en el desarrollo de infraestructura de telecomunicaciones en Rusia. En mayo de 2018, el español Elies Campo asumió como director de acuerdos corporativos quien previamente trabajó para Facebook.
Anteriormente, Antón Rósenberg participó en el equipo como desarrollador de software también participa en roles como Chief Special Directions Officer (jefe de la oficina direccional de comunicaciones) y Director of Special Projects (director de proyectos especiales) entre 2014 y 2017. En una entrevista para Forbes, en las últimas semanas Antón estuvo involucrado en la recaudación económica para la futura Telegram Open Network.
Del equipo principal de Telegram, doce desarrolladores en total estuvieron involucrados en la parte central de la organización en abril de 2014. Número que aumentó a quince en febrero de 2016 con treinta ayudantes para las políticas de uso. Según la página oficial, los problemas son comunicados a los desarrolladores usando la plataforma colaborativa Trello en lugar de un foro web. El fundador invierte un millón de dólares de sus ahorros personales, de acuerdo a Fortune, para el mantenimiento mensual.
Para la sede, el motivo que se escogió Berlín es incierto y no existe referencias sobre dicha ciudad. En una entrevista concedida por Dazed en 2015, Dúrov justifica aquella ubicación por ser «la intersección de Europa Occidental y Oriental, y combina las ventajas de ambos mundos». En otra entrevista en diciembre de 2014 para el diario ABC el fundador menciona que «la sede está allí, pero viajamos mucho. [...] Normalmente [nosotros] alquilamos una casa para vivir y trabajar en ella. Rara vez estamos más de diez semanas.»
En una imagen publicada en Instagram en 2016 señaló el próximo edificio para la nuevo y definitivo lugar de trabajo.  La oficina está en el piso 23 del rascacielos de Dubai Media City en Dubái.

### Administración financiera
Para 2018 y 2019 la organización original de Telegram generó pérdidas cercanas a 320 millones de euros en dos años, con gastos anuales mayores a 400 millones de euros. Si bien generó ingresos mayores a 100 millones de euros desde su creación, se necesitó encontrar nuevas formas de superar el déficit. Según Fortune en 2016 se han barajado en incorporar herramientas para que los desarrolladores vendan aplicaciones o juegos y obtenga parte de los ingresos. En marzo de 2017 la organización anunció paquetes de pegatinas para el servicio rival iMessage a un dólar o euro por paquete, según la ubicación. En mayo del mismo año se lanzó un bot para recibir donaciones como parte de la implementación de pagos en la aplicación.
Según VC de Rusia, en 2017, se propuso que el próximo año sea razonable monetizar algunos agregados a la aplicación. En enero de 2018, Dúrov informó a las autoridades de Estados Unidos sobre la prerecaudación ICO (Initial Coin Offering) a Telegram Group Inc y TON Issuer Inc de 850 millones de dólares de 81 inversionistas para la financiación de Telegram Open Network. En marzo de 2018, la cantidad alcanzó los 1.7 mil millones de dólares, con 93 inversores. El precio promedio de cada tóken es de 1.33 $. Debido a los problemas legales, el proyecto fue cancelado y se devolvió parte del dinero a los inversores.
Según VTimes y WSJ en febrero de 2021 Telegram Group Inc. cambió al sistema de financiamiento por bonos y así completar la devolución a los inversores. Hasta el 10 de marzo se realizó negociaciones con VTB Capital, una organización bancaria que tiene una relación directa tras la creación de su canal oficial en 2020, para cubrir los 700 millones de dólares en gastos pero fueron rechazadas inicialmente. En un mensaje personsal, Duróv planificó a la organización salir a la bolsa para sustentar los ingresos. El 11 de marzo Forbes reportó que la demanda de bonos se duplicó de una propuesta incrementada a mil millones de dólares. Si este sistema se concreta bajo normas de confidencialidad el rango de rendimiento será de 7 % pasado cinco años. El 23 de marzo el fundador de Telegram confirmó públicamente la noticia.
En diciembre de 2020, el Dúrov publicó otros planes en que la organización monetizará a Telegram por varias modalidades para ser rentable y mantener su independencia desde 2021:
- Ofrecer nuevas características de pago para usuarios avanzados y empresas sin quitar la gratuidad de las anteriores.
- Generar beneficios económicos con stickers de artistas.
- Colaborar con los propietarios de canales de alta demanda de usuarios con su plataforma de publicidad no intrusiva de uno a muchos (one-to-many).

En 2023, con la meta de llegar a la rentabilidad plena, Dúrov anunció la emisión de bonos a un precio de 270 millones de dólares.
En 2024, Dúrov anunció que tras la estrategia de usuarios Premium, el servicio pasaría a ser rentable el siguiente año.

## Identidad visual
Tanto Telegram como sus servicios utilizan una serie de logotipos para distinguir respectivas aplicaciones. Se destaca el avión de papel en un fondo azul, y no un globo conversacional, que se muestra en orden de aparición:

Logotipo de la versión 1.x (agosto de 2013).[107]
Logotipo oficial (2014-presente).
Variante del logotipo para el diseño material design de Android (versión 3.6, 2016).[108]
Logotipo de Telegram para móviles desde la versión 5.6 (2019-presente).[109]
Logotipo de Telegram X con colores oscuros predominantes (disponible en el cliente oficial desde 2019).[110]

## Relaciones públicas
Según las directoras de relaciones públicas Lyudmila Kudryavtseva y Liliana Pertenava para vc.ru, los medios de comunicación tienen diferentes percepciones sobre Dúrov y la organización. No obstante, el propio Pável Dúrov reconoce que no tiene un equipo de campaña para mercadeo masivo y que depende de la retroalimentación del público. Aun así, la organización realizó una colaboración de la modelo Aliona Shishkova para el estreno de las llamadas de audio y algunas capturas promocionales.

### División de soporte
La organización tiene un grupo de colaboradores voluntarios seleccionados previamente bajo el nombre Telegram Support Force. A diferencia de los encargados de reportar contenido, los voluntarios solo colaboran en temas relacionados con los usuarios finales: errores de funcionamiento, problemas de sesión de usuario o atender preguntas frecuentes en un determinado idioma. El encargado principal es Mijaíl Ravdonikas (en ruso: Михаил Равдоникас), conocido por su alias Markus Ra.
El servicio está incorporado principalmente en la aplicación e intercomunicado según la región geográfica: +42434 para España, +42452 para México y +42450 para el resto de América Latina. Adicionalmente, el equipo colabora en las redes sociales.

### Concursos
Además de la división de soporte, la organización realizó varios concursos para incentivar a los participantes al añadir nuevas características o mejorar sus servicios. Desde 2019 los resultados se anuncian en la web contest.dev. Destacan:

#### Concursos actuales
- Concurso de desarrolladores para Telegram. Canal @contest.[121]
  - 2019: 125 mil dólares en premios.[121]
- Concurso de diseñadores de aplicaciones para Telegram en 2019. Canal @designer.
  - 2019: 25 mil dólares en la selección.[121][122]

#### Anteriores concursos
- Algoritmo de agrupación de noticias en 2019.[123]
- Desarrollo de bots para la plataforma en 2015.[124]
- Adaptación de páginas web a Instant View en 2014.[125]
- Elaboración de paquete de stickers, desde 2014.[126]
- Durov's MTProto Challenge (solo en Rusia; entre 2014 y 2017).[127]
- Telegram Chanllege para la librería TDLib en 2013.[128]
- Criptoanálisis, en 2013 y 2014.[129]
- Android Chanllege en 2013.[10]

### Moderación y reporte de contenido inapropiado
El equipo legal realiza medidas para controlar situaciones delicadas mediante reportes. Hasta finales de 2015 la organización aplicaba los términos de servicios en la página de preguntas frecuentes y no venían integradas en las aplicaciones. Desde enero de 2016 el equipo se encarga de los siguientes reportes:
- Usuarios compartiendo contenido con fines de spam.[131] Hay un bot, @spambot, encargado de explicar el motivo de ese tipo de reporte.[132]
  - En el caso de los mensajes privados, el reporte consiste en una copia de los mensajes que el denunciante recibió. La copia es reenvíada al equipo de moderadores, como si un usuario más se tratase.[133]
  - También existen reportes, en Ucrania, en que los usuarios reenvían publicaciones de canales solo para publicidad.[134]
- Contenido (stickers, grupos, bots y canales públicos) empleados con fines violentos (sobre formas alternativas como discusiones pacíficas),[135] pornográficos,[136] o que infringan los derechos de autor.[137][138]
  - Uno de los casos más notables fue la difusión de pornografía infantil, motivo que Apple suspendió de su tienda de aplicaciones.[139]
  - Véase las secciones la sección controversias del artículo recepción para más detalles.

En mayo de 2019 amplió la opción de reportar intentos de fraude (o su anglicismo scam) en la cuenta @notoscam. En agosto de 2019, Telegram concedió eliminar una publicación relacionada con una lista personal de periodistas y activistas de la oposición al gobierno ruso detenidos por la policía, Pável Chíkov confirmó esta actividad.

## Servicios notables

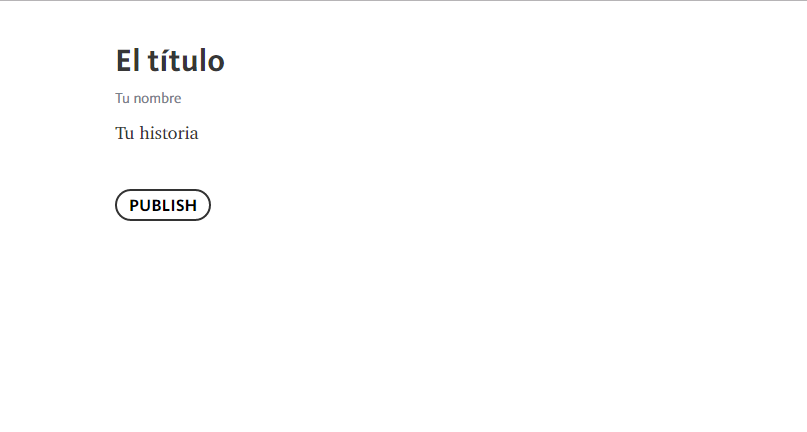
Captura del servicio de publicación de textos Telegra.ph.

### Telegram y complementos
- Además de servicio de mensajería Telegram, son los propietarios de la página web telegram.org.[143]
- También administran y desarrollan la plataforma MTProto. De ella se destaca la plataforma de bots antes de su popularización en otros servicios de mensajería.
- Desde noviembre de 2016 la organización estrenó Telegra.ph (cuyo dominio está registrado en las Filipinas).[144] Esta plataforma externa ofrece publicaciones enriquecidas de forma rápida con interfaz minimalista. Opcionalmente, el usuario puede gestionar sus publicaciones mediante un bot.[145] Además, es posible que otros bots puedan publicar mensajes.[146]
- En 2017, Telegram oficializó el bot Gmailbot, cliente básico para Gmail.[147] Según la política de privacidad, la caché de los mensajes son almacenadas por separado de la nube principal para agilizar la gestión del correo.[148]
- En mayo de 2017 se estrena Telesco.pe para mostrar en una página web los mensajes de vídeo en canales públicos.[149]
- En 2018 se preestrenaría la plataforma Telegram Open Fundation, sin un anuncio oficial para ese entonces.[48]
- En junio de 2019 se anuncia la página oficial Comments.app. Esta página integra la opción de comentarios a los canales en su sitio web. Requiere añadir como administrador @discussbot para implementar los comentarios.[150]
- A principios de junio de 2019 Pável Dúrov invitó a desarrolladores de Yandex a trabajar en un posible agregador de noticias. En noviembre de ese año se anunció con concurso para agrupar noticias por categoría e importancia.[123]
- En 2022 cuenta con la plataforma Fragments, en que los usuarios realizan compraventa de nombres de usuario y números virtuales para crear su cuenta de usuario.[151]

### Plataforma de mensajes patrocinados en Telegram
En diciembre de 2020 el fundador de la plataforma anunció un sistema de anuncios contextualizados por el contenido de sus publicaciones. Para el caso, los patrocinios son usados con frecuencia en Rusia desde 2018 para generar ingresos a los creadores de contenido, y en 2021 sus ingresos superan a los medios radiales y de prensa juntos del país. Para este proyecto Dúrov explicó en febrero de 2021 que este sistema se inspiró en DuckDuckGo, debido a la no dependencia algoritmos de personalización y que nunca recopiló información privada de los suscriptores de canales.
En octubre de 2021 Telegram lanza en modo de pruebas su plataforma de gestión publicitaria que se gestiona en el sitio web promote.telegram.org. Acorde a su política, los mensajes patrocinados de máximo 160 caracteres aparecerán discretamente solo en canales públicos con más de 1000 seguidores e invitarán a leer publicaciones de otros canales. Para ingresar a la plataforma se debe abonar al menos dos millones de euros y su coste por CPM (mensaje por millar de visitas) es de 2 euros. Mientras tanto, los usuarios pueden opcionalmente saltar los anuncios por medio de una suscripción de pago. Por motivos de privacidad, los mensajes se basarán en el idioma y los intereses que publican los canales y no en los usuarios.
Durante su implementación en Rusia, los primeros mensajes fueron de canales sobre criptomonedas, moda y estilo creados recientemente. Sin embargo, la condición de prohibir campañas políticas o controversiales generó el malestar de la sucursal rusa de Burger King y denunció a las autoridades por prácticas monopólicas. En noviembre de 2021 se señaló que para el próximo año todos los clientes oficiales y de terceros deberán tener habilitada esta plataforma con el fin de usar este servicio de mensajería.

### Telegram Premium
En junio de 2022 se realizaron pruebas de Telegram Premium, un servicio de suscripción de pago. A diferencia de las características normales, se incrementarán capacidades a los suscriptores como el límite de cuatro cuentas por cliente, la capacidad de envío a 4 GB por archivo, pegatinas exclusivas, eliminación de publicidad entre canales, entre otros. Para julio de 2023, los usuarios pueden probar las Historias, una función de mensajes públicos efímeros.
El 19 de junio de 2022 se anunció oficialmente la disponibilidad para todos los clientes recientes, versión 8.7 para móviles, con precios entre cinco a seis dólares mensuales. El costo varía según lugar y medio de pago (vía tienda de aplicación o por el bot oficial @premium). En octubre de 2022 el servicio redujo su precio en la India, su mayor mercado, a poco más de dos dólares mensuales.
Para diciembre de 2022, luego de cinco meses de anunciarse, Telegram Premium cuenta con más de un millones de suscriptores.

## Valoración
En febrero de 2014 Alex Salkever, accionista, escritor y colaborador clave en Silk.co, valoró el servicio en unos 150–175 millones $ si fuese un proyecto comercial. Según el diario El País estaría valorado unos 200 millones de euros.
Según el portal TechEU, basada en una falsa compra por Google, el valor aumentó a 1000 millones dólares en el 2015.
Según Boomber Technologhy, en una entrevista de diciembre de 2017, el servicio está valorado en 5 mil millones de dólares. De los datos del analista Alexander Vengranóvich, cada usuario tiene un valor de 40 dólares.

## Controversia por la sucursal Telegraph LLC
En septiembre de 2017 Antón Rósenberg, entonces "jefe de la oficina direccional de comunicaciones" para Telegram, anunció su salida de la organización. Además de formar parte de la organización, trabajó en la creación de su empresa de Rusia Telegraph LLC en 2012 (en ruso ООО «Телеграф»), la infraestructura de la nube de Telegram y la lucha contra el spam. Este suceso coincide con la terminación de servicios de varios empleados en julio de ese año.
Tras el incidente, el exempleado publicó en su blog acerca del incidente. Indicó como motivo principal la rotura de la relación de Nikolái Dúrov, quien era amigo de infancia, resaltando un "supuesto triángulo amoroso" con su esposa, quien trabajó como moderadora entre 2016 y 2017. La incomodidad de los hermanos Dúrov propició la renuncia para el servicio. Pável Dúrov, hermano de Nikolái, desmintió dichas acusaciones e indicó que "no podría despedir a alguien que no trabajó para mí".
Más adelante, Telegraph LLC demandó a Antón por cien millones de rublos por difundir secretos profesionales. Alexander Stepanov, director general de la mencionada sucursal desde 2014, justificó que la demanda es una respuesta a «la ilegalidad de las tácticas de chantaje elegidas por A. Rosenberg». El director explicó que Antón firmó un acuerdo de confidencialidad en 2016. Sin embargo, sabía que el extrabajador realizaba grabaciones a los trabajadores sin consentimiento, para extorsionarlos. El 21 de septiembre la empresa acordó finalizar el incidente pagando los daños por su retiro.